# François de Coninck
François de Coninck   (Brussel·les, 9 d'agost de 1902 - Brussel·les, 21 de setembre de 1985) fou un remer belga que va competir durant la dècada de 1920.
El 1928 va prendre part en els Jocs Olímpics d'Amsterdam, on disputà la prova del dos amb timoner del programa de rem. Formant equip amb Léon Flament i Georges Anthony guanyà la medalla de bronze.